# Список персонажей Reborn!
Персонажи аниме и манги Reborn!, известных в Японии как Katekyō Hitman Reborn!, были созданы Акирой Амано. Сюжет произведений разворачивается в вымышленном городе Намимори в современной Японии и все основные герои по происхождению являются японцами. Но их связь с мафией привела к тому, что большинство из них имеют среди своих предков итальянцев, в том числе антагонисты.
Сюжет произведений рассказывает о приключениях школьника Цунаёси «Цуны» Савады, который неожиданно для себя оказывается наследником босса Вонголы, сильнейшей семьи мафии. Нынешний босс отправляет преданного члена семьи, ребёнка-убийцу Реборна, чтобы обучить Цуну, как стать боссом мафии. Цуна постепенно взрослеет и становится уверенней в себе, в то время как Реборн набирает людей в семью Цуны, в основном из его одноклассников. Они находят союзников среди других убийц и мафиози, но и привлекают внимание тех, кто был бы не против уничтожить будущего босса Вонголы. Сначала им приходится столкнуться с мафиозной бандой Кокуё и Варией, элитной командой независимых наёмных убийц. После этого сюжет перемещает персонажей в альтернативное будущее на 10 лет вперед, куда некоторые персонажи переносятся из настоящего. Им приходится приспосабливаться к тому, что на всех членов семьи Вонгола и их союзников объявлена охота могущественной враждебной группой того времени Мельфиоре. Перенесшиеся из настоящего персонажи объединяются с взрослыми версиям тех, кого ещё не заменили их юные версии.
Впервые персонажи появились в ранних версиях серии Акиры Амано, которые были рассчитаны на более взрослую аудиторию из-за содержащихся в них насилия и жестокости. Различные обзоры манги превозносят разнообразие персонажей в Reborn!. Некоторые отмечают свойственный истории юмор в представлении эксцентричных персонажей, и один из журналистов описывает его как «безумную коллекцию персонажей». Сам автор называет большинство своих героев довольно эксцентричными, и утверждает, что даже несмотря на смену тона произведения с 8 тома манги, она добавляет в сюжет все таких же странных типов. Переход сюжета к более серьёзному и темному тону к 8 тому вызвал ещё больше похвал со стороны обозревателей, так как персонажи стали не просто героями комедийной буффонады, а их взросление было более чем оправдано.

## Вонгола
Семья Вонгола (яп. ボンゴレファミリー Бонгорэ Фамири:) — сильнейшая из итальянских мафиозных семей, являющаяся такой с момента своего создания 170 лет назад. История семьи наполнена жестокостью и насилием. Многие организации и семьи подчинялись и подчиняются ей до сих пор. Также на их стороне несколько печально известных аркобалено. Джотто, Вонгола Примо, является основателем семьи Вонгола. Он известен созданием неординарной семьи; он принимал в неё всех, кто ему нравился: королей, военных, членов враждебных мафиозных группировок и даже священников. Благодаря секретным военным разработкам, к которым у них есть доступ, Вонгола получила могущество на многие годы вперед. Тот, кто наследовал кровь Вонголы, получал уникальные черты; некоторые из них проявлялись в каждом поколении, а некоторые исчезали на несколько поколений. Кроме того, существуют Кольца Вонголы, семь бесценных колец, принадлежащих мафии с момента её зарождения и обычно находящихся во владении основных членов семьи, известных как «Хранители Колец».

Цунаёси Савада (яп. 沢田 綱吉  Савада Цунаёси), или просто Цуна (яп. ツナ) — 14-летний главный герой произведения. Из-за отсутствия таланта в какой-либо области и заниженной самооценки в средней школе получил прозвище «Бесполезный Цуна» (яп. ダメツナ Дамэ Цуна). Из-за того, что он является прапраправнуком первого босса Вонголы и гибели других кандидатов на данную позицию, ему предстоит стать следующим боссом и возглавлять семью. Чтобы стать достойным 10-м боссом семьи Вонгола проходит обучение у ребёнка Реборна, лучшего наёмного убийцы в своем роде. Реборн часто выстреливает в Цуну различными пулями, улучшающими его способности. В большей части произведения Цуна отказывается иметь дела с мафией, но из-за цепи происшествий и конфликтов, происходящих с ним и его друзьями, он взрослеет и принимает свою судьбу. Коробочка: львёнок неба Нацу. Хранитель кольца неба Вонголы.
Сэйю: Юкари Кокубун.

Хаято Гокудэра (яп. 獄寺 隼人 Гокудэра Хаято) — 15-летний одноклассник Цуны, переведённый из Италии. Он эксперт в динамите и бомбах и прячет на своем теле различные взрывчатые вещества, поджигая их при помощи сигареты (или нескольких). Сначала он прибывает в Японию, чтобы испытать силу Цуны, но после того как тот рискует своей жизнью, чтобы спасти Гокудэру, полностью посвящает свою жизнь Цуне, поклявшись стать его «правой рукой». Взрывной и вспыльчивый, он постоянно устраивает драки с другими персонажами, особенно с теми, кто пытается приблизиться к Цуне. Несмотря на свой характер, он считается гением и получает высшие оценки на экзаменах. Коробочка: кошка урагана Ури. Хранитель кольца урагана Вонголы.
Сэйю: Идэкадзу Итиносэ.

Такэси Ямамото (яп. 山本武 Ямамото Такэси) — 14-летний бейсболист средней школы Намимори. Несмотря на свою беззаботность и общительность, у него нет уверенности почти ни в чём, кроме бейсбола. Реборн принимает Такэси в семью Цуны, но Ямамото не воспринимает разборки мафии всерьёз, считая их детской игрой, и даже не догадывается, что действительно происходит вокруг него. Несмотря на это, он становится действительно ценным и надёжным членом семьи Цуны, повышая свои навыки мечника. Размахивая битой со скоростью 300 км/ч, способен превратить её в катану. Хранитель кольца дождя Вонголы. Коробочки: ласточка дождя Кодзиро и пёс дождя Дзиро.
Сэйю: Сугуру Иноуэ.

Бовино Ламбо (яп. ボヴィーノ ランボ Бови:но Рамбо) — 5-летний киллер из Италии, носящий костюм коровы, из мафиозной семьи Бовино («бовино» — итальянское название семейства bovinae). Носит большое афро, в котором он хранит различные вещи: конфеты и оружие. Несмотря на то, что он киллер, ему не хватает эмоциональной зрелости и дисциплины. Он плачет по любому поводу. Для того, чтобы доказать, что он достоин стать боссом собственной семьи, мальчик приезжает в Японию с желанием убить Реборна. Его основное оружие — ручные гранаты, а мечта — править миром. Помимо гранат, в арсенале Ламбо присутствует «Десятилетняя базука», при использовании которой он может на 5 минут поменяться местами с собой из 10-летнего будущего. Взрослый Ламбо вначале производит впечатление солидного молодого человека, но также плачет по любой причине и напоминает Бьянки её бывшего парня. Если использует базуку дважды подряд, становится на двадцать лет старше. Живёт в доме Цуны. Коробочка: бык грозы Гюдон. Хранитель кольца грозы Вонголы.
Сэйю: Дзюнко Такэути (в образе ребёнка), Кэндзиро Цуда (взрослый Ламбо).

Рёхей Сасагава (яп. 笹川了平 Сасагава Рёхей) — 15-летний член боксерского клуба средней школы Намимори. Он постоянно ищет сильных людей, чтобы заставить их вступить в клуб. Каждый раз, когда Сасагава видит Цуну и его товарищей в бою, то спешит присоединиться к ним. Из-за своего энергичного характера он не понимает, что Цуна связан с мафией, но делает все возможное, чтобы защитить его, сражаясь с такой же готовностью и уверенностью, что и другие. Благодаря усердным тренировкам достигает больших успехов в боксе. Рёхей имеет привычку постоянно говорить: «Во имя экстрима!» — в качестве ответа или в конце своих фраз. Реборн считает Рёхея достойным кандидатом в семью Цуны. Коробочка: кенгуру солнца Гарю. Хранитель кольца солнца Вонголы.
Сэйю: Хидэнобу Киути.

Кёя Хибари (яп. 雲雀 恭弥 Хибари Кё:я) — 16-летний лидер дисциплинарного комитета средней школы Намимори, члены которого очень верны ему. Хибари является сильнейшим и жестоким бойцом, который использует тонфа в качестве оружия. Несмотря на то, что Хибари использует свой статус для того, чтобы запугивать учеников, он очень заботится о своей школе и городе, а также любит животных и малышей. Однако, ученики не единственные, кто боятся Хибари, учителя и многие другие жители города знают о нём, так как он наводит свой порядок во всём городе. Предпочитает быть один и, как правило, избивает тех, кто мешается рядом. Его поначалу мало волнует Цуна и его окружение, но очень сильно интересует Реборн и его способности. Сам же Реборн рад принять Хибари в семью Цуны. Всегда помогает Цуне и другим Вонгола, но мотивирует это своими собственными причинами: неподходящей одеждой у противников, «запрещёнными дисциплинарным комитетом бровями» или тем, что ему помешали спать. Однажды Хибари приручил маленькую птичку, которой дали имя Хибёрд (англ. Hibird). Он обучил её гимну школы Намимори. Коробочка: ёж облака Баринэдзуми (Ролл). Хранитель кольца облака Вонголы.
Сэйю: Такаси Кондо.
Мукуро Рокудо (яп. 六道 骸 Рокудо: Мукуро) — 15-летний особо опасный преступник, сбежавший из итальянской тюрьмы для тех, кто совершил преступления против мафии, с двумя подчинёнными: Кэном Дзёсимой (яп. 城島 犬 Дзёсима Кэн), в результате проводившихся над ним экспериментов, способным использовать вставные звериные челюсти, чтобы обрести навыки соответствующих животных, и Тикусой Какимото (яп. 柿本 千種 Какимото Тикуса), использующего в бою йо-йо и отравленные иглы. Рокудо не принадлежит мафии и стремится её уничтожить. Организовал банду Кокуё, состоящую из преступников, сбежавших из тюрьмы одновременно с ним. Мукуро является экспертом в создании иллюзий и контролем над разумом. В бою использует преимущественно технику «Шести Путей» . Убеждён, что мир — это прогнившее место, которое не стоит даже завоёвывать, лучше уничтожить. Терпит поражение от Цуны и снова отправляется в тюрьму. Позже спасает от смерти Хром Докуро, создав ей иллюзорные внутренние органы взамен повреждённых. С развитием сюжета помогает главным героям, но старается держаться в стороне от них. После завершения конфликта с Симон его выпускают из тюрьмы. Хранитель кольца тумана Вонголы, но не любит, когда его так называют.
Сэйю: Тосинобу Иида.
Хром Докуро (яп. クローム 髑髏 Куро:му Докуро) — 13-летняя девочка, связанная с Мукуро Рокудо и находящаяся под опекой его товарищей: Кэна и Тикусы. Пытаясь спасти котёнка, попала в автомобильную аварию, вследствие чего лишилась некоторых внутренних органов и правого глаза. До аварии носила имя Наги (яп. 凪), но после того, как Мукуро Рокудо создал ей иллюзорные органы, получила новое имя — анаграмму от Мукуро Рокудо. Считается хранителем кольца тумана Вонголы. Благодаря Хибари смогла восстановить свои органы. После возвращения Мукуро из тюрьмы, покинула банду Кокуё. Животное: сова тумана Мукуро. При применении коробочки трансформирует сову в демоническую линзу, позволяющую видеть сквозь вражеские иллюзии.
Сэйю: Сатоми Акэсака.

### Вария
Элитный отряд независимых убийц семьи Вонгола. Они принимают участие в заданиях, о которых говорят, что человек с ними не может справиться, но никогда не участвуют в битве, если шанс на успех ниже 90 %. Не испытывая друг к другу ни преданности, ни уважения, они все же бесконечно преданы своему лидеру Занзасу. Членами Варии являются Занзас (Небо), Супербиа Скуало (Дождь), Луссурия (Солнце), Леви-А-Тан (Гроза), Гола Моска (Облако), Бельфегор (Ураган), Маммон (Туман) и, спустя 10 лет, Фран (Туман). Кроме того, в его распоряжении более 50 подчиненных.
- Занзас (яп. ザンザス Дзандзасу) — лидер Варии и приёмный сын девятого босса Вонголы. Мать убедила его, что он родной сын Вонголы IX. Когда же Занзас узнал правду, он возненавидел Девятого и стал планировать его свержение и захват власти. В битве с Девятым Занзас был заморожен техникой «Прорыва точки нуля» на 8 лет. После пробуждения пытался вновь захватить власть. Он похитил Девятого и поместил его внутрь Гола Моска, но оказывается побежден Цуной. После того как кольцо Вонголы отвергло его из-за отсутствия крови Вонголы в нём, прекратил сражаться за место босса. В будущем побеждает Расиэля и его дворецкого. Специальная коробочка — лигр по имени Бестер. Занзас обладает способностью «Пламя Ярости», когда-то свойственной Вонголе II. Он также носит два пистолета, позволяющие преобразовать пламя в пули, используя навык, открытый в своё время Вонголой VII.

Сэйю: Икэда Масанори.
- Суперби Скуало (яп. スペルビ スクアーロ Супэрэби Сукуа:ро) — одарённый фехтовальщик, полностью преданный Занзасу, в детстве был одноклассником Дино. Скуало был кандидатом на пост лидера Варии. Он потерял руку в бою с первым императором мечей, поэтому у Скуало искусственная рука вместо неё. Он подчинился Занзасу из-за его «ярости» и амбиций, поклявшись сделать его следующим боссом Вонголы. В будущем известен как «Второй Император Мечей». Он командовал атакой на базу Мельфиоре в Италии. Он может управлять пламенем дождя и призывать с помощью коробочки акулу Ало.

Сэйю: Хироки Такахаси.
- Бельфегор (яп. ベルフェゴール Бэруфэго:ру) — 16-летний ассасин Варии, так же известен как «принц-потрошитель». Жестокий персонаж с садистскими наклонностями. Был принцем неизвестной страны, в 8 лет совершил покушение на брата-близнеца и пустился в бега. Известен как гений, мастер тактических боев, особенно сильно его способности проявляются, когда он видит свою собственную «королевскую» кровь. В бою использует стилеты и прикреплённые к ним острые нити — лески. В будущем он призывает из коробочки норку урагана Минка. Презирает стоматологов.

Сэйю: Юки Фудзивара.
- Луссурия (яп. ルッスーリア Руссу:риа) — мастер боевых искусств, предпочитает муай тай. На его левом колене находится стальная пластина. В конфликте колец был побежден Рёхэем Сасагавой. Специальная коробочка — солнечный павлин Ку, способный излечивать раны окружающих.

Сэйю: Коитиро Юдзава.
- Леви-А-Тан (яп. レヴィ・ア・タン Рэви А Тан) — преданный подчиненный Занзаса. Он выполняет свои задания быстрее всех в Варии. Из оружия у него 8 мечеобразных зонтиков, способных создавать замкнутую электрическую цепь и генерировать мощный заряд, поражающий противника. Специальная коробочка — электрический скат Ливия.

Сэйю: Юто Накано.
- Гола Моска (яп. ゴーラ•モスカ Го:ра Мосука) — машина для убийства, тайно разработанная итальянским правительством и проданная Варии. Работает на жизненной энергии человека. Внутри него был заключён Вонгола IX, помещённый туда Занзасом.

- Фран (яп. フラン Фуран) — новичок, заменивший Маммона в составе Варии, использующий кольцо Ада с надписью «666» на нём. В будущем с виду меланхоличен и спокоен, но не упускает возможности нахамить, съязвить и поиздеваться над другими членами Варии. В настоящем более эмоционален. В будущем помог сбежать из тюрьмы своему учителю Рокудо Мукуро. В ходе испытаний аркобалено присоединился к команде Верде.

Сэйю: Сати Кокурю.

### Вонгола Примо
- Джотто (яп. ジョット Дзётто) — прямой предок Цуны и основатель семьи Вонгола, известный как Вонгола Примо (яп. ボンゴレI世(プリーモ) Бонгорэ Пури:мо, Вонгола Первый). Изначально собрал вокруг себя группу для защиты обычных людей, но в конечном итоге эта группа положила основу мафиозной семье Вонгола. Известен, как сильнейший босс Вонголы за всю её историю. Цуну часто сравнивают с ним из-за схожих идеалов. Он появляется несколько раз во время подготовки к битве с Мельфиоре, помогая Цуне стать сильнее и признавая его десятым боссом Вонголы. Его хранители: Алауди, Кнакл, Джи, Угэцу Асори, Лампо и Даемон Спейд — также схожи с хранителями Цуны.

Сэйю: Дайсукэ Намикава.
- Даемон Спейд (яп. D・スペード Дэимон Супэ:до) — первый хранитель тумана Вонголы. Он прожил около 200 лет, перемещая свою душу из одного тела в другое при помощи силы иллюзиониста. Даемон желал сделать Вонголу семьёй, которую все будут бояться. Он предал Примо, считая, что тот слишком мягок, и заставил его уступить позицию босса. В настоящем он захватил тело Като Джули, стравив семьи Вонгола и Симон, чтобы разрушить Вонголу и перестроить её в ту семью, какой он хотел её видеть. Но в конце концов был убит Цуной.

Сэйю: Ацуси Косака.
- Джи Арчери — первый хранитель кольца Урагана Вонголы, друг детства Джотто и его правая рука.
- Накл — первый хранитель кольца Солнца Вонголы. Был католическим священником, который скрывал темное прошлое под дружелюбным внешним видом. В прошлом был боксером, но убил противника во время матча, потому раскаялся и подался в священники. В его речи встречается слово «Экстрим».
- Лампо — молодой сын землевладельца, высокомерен и испорчен, но уважает Вонголу Примо. Не любит детей, хотя и признал Ламбо десятым Хранителем кольца Грозы.
- Асари Угэцу — японец, который был близким другом Вонголы Примо. Свою жизнь посвятил игре на флейте, но продал инструменты, купил оружие и отправился в путь в тот же момент, как узнал, что его другу нужна помощь. Первый Хранитель Дождя.
- Алауди — одиночка, возглавлявший разведку то одной, то другой страны. Основатель CEDEF, став первым внешним советником. Первый Хранитель Облака.

### CEDEF
Члены Consulenza Esterna Della Famiglia (с итал. — «Внешняя консультационная семья») являются неофициальной частью семьи Вонголы, занимая при этом важное место в её структуре. Во время кризиса глава CEDEF получает власть над семьей, уступающую только власти самого Вонголы. Он также имеет равное право голоса при выборе наследника главы семьи и, если его мнение будет отличаться от мнения текущего босса, может разделить кольца на половинки.
- Иэмицу Савада (яп. 沢田 家光 Савада Иэмицу) — всегда отсутствующий отец Цуны, скрывавший от семьи свои связи с мафией. Является внешним советником, то есть вторым лицом в семье. Он считает Цуну основным кандидатом на пост следующего босса семьи, поэтому вручил ему половинки колец Вонголы, поддерживает его и внимательно следит за тренировками.

Сэйю: Масами Ивасаки
- Базиль (яп. バジル Бадзиру) — ученик Иэмицу. С детства тренировался и умеет сражаться. Был послан в Японию учителем, где помогает Цуне в его тренировках. Очень предан Иэмицу, даже несмотря на то, что тот подставил его, отправив с фальшивыми кольцами к Цуне.[19] Использует специальные пилюли для перехода в режим посмертной воли. Его пламя имеет атрибут дождя, а коробочка — дельфин Альфин. Базиль говорит по-японски в архаичной форме, обычно заменяя «ты» на «Вы» и всех поголовно называя по фамилии с устаревшим суффиксом «-доно».

Сэйю: Юка Тэрасака
- Моретти — также известен как «Моретти-мертвец». Обладает способностью останавливать своё сердце. Был вызван Реборном в Японию, чтобы посмотреть, как Цуна отреагирует на то, что он убил человека. Позже обезвредил прототип Моска при нападении CEDEF на базу Вонголы.

### Союзники Вонголы
- Спаннер (яп. スパナ Супа:на) — изначально член «Блэк Спелл» семьи Мильфиоре. Очень любит технику и леденцы. Является механиком и создает боевых роботов Моска. Был послан Ириэ, чтобы остановить Цуну. Его Моска оказываются побеждены, но Цуна теряет сознание. Спаннер забирает Цуну в свою лабораторию, потому что хочет доработать впечатлившую его атаку X-Burner Савады. Обманув Ириэ, Спаннер становится предателем в Мильфиоре, и Цуна приглашает его стать членом семьи Вонгола.

Сэйю: Кэндзиро Цуда.
- Ириэ Сёити (яп. 入江 正一 Сёити Ириэ) — шпион семьи Вонгола, который внедрился в семью Мильфиоре по просьбе Цуны из 10-летнего будущего. Являлся главным подчинённым Бякурана, и с помощью своей коробочки Солнца мог управлять базой Мелоне. С самим Бякураном он в молодости учился в одном университете. Сёити является главной целью Вонголы, так как он переместил их в будущее, и только он знает как вернуть их. Он отправил молодую семью в будущее в связи с тем, что они имели кольца Вонголы, что были уничтожены в будущем. Кольца были необходимы для победы над боссом зловещей семьи Мильфиоре — Бякураном. После того, как Ириэ помог молодой Вонголе и объяснил Цуне, на чьей он стороне, был принят им в ряды семьи. Вместе со Спаннером он помогает Вонголе в предстоящей битве. Несколько раз путешествовал в будущее, всякий раз натыкаясь там на Бякурана, причем после первых двух раз — в качестве повелителя мира. В детстве мечтал стать музыкантом, но отказался, узнав о своем неудачном будущем. Когда волнуется, у него болит живот. Имел поддельное кольцо Солнца Марэ.

Сэйю: Тосиюки Тоёнага.
- Фута (яп. フゥ太 Фу:та), полное имя Фута де ла Стелла (итал. Fuuta de la Stella, «Звёздный Фута»), по прозвищу «Рейтинговый Фута» — мальчик, специализирующийся на составление рейтингов, точных на 100 %. Есть гипотеза, что для этого он связывается с рейтинговой звездой. Во время составления в его глазах видны звезды и планеты, а вокруг него всё парит как в невесомости. Но во время дождя его рейтинги становятся неверными. Все новые рейтинги он всегда сразу же записывает в особую книгу, так как иначе забывает весь рейтинг. Мафия считает его информацию очень полезной, поэтому отдельные рейтинги покупаются за огромные суммы, а за ним самим идет охота. Скрывался от мафии, пока Цуна не принял его в свою семью.

Сэйю: Юко Сампэй.
- Джаннини — механик и самопровозглашённый технический советник семьи Вонгола. Все его изобретения и усовершенствования оружия имеют обратный эффект. Так, например, десятилетняя базука превратила Гокудэру в ребёнка, а его оружие — в игрушки для праздников. В будущем его навыки сильно улучшаются, и он становится действительно первоклассным механиком.

- Доктор Шамал (яп. Dr. シャマル Доктор Сямару) — бабник и опытный врач, хотя отказывается лечить мужчин, а также известный киллер «Трезубец Шамал». Его оружие — пилюли с москитами, заражающими различными болезнями. Сам он утверждает, что заражён всеми ими, но жив, так как одна болезнь уравновешивает другую. Ему предлагали место в Варии, но он отказался. Именно он познакомил Гокудэру с динамитом.

Сэйю: Тосинобу Кацуя

## Союзники
- Дино (яп. ディーノ Ди:но) — двадцатидвухлетний босс семьи Каваллоне (яп. キャバッローネファミリー Кябарро:нэ Фамири:), входящей в альянс семей Вонголы. Его прозвище — «Гарцующий мустанг Дино» (яп. 跳ね馬ディーノ Ханэума Ди:но). Бывший ученик Реборна. Как и Цуна, сначала не хотел становиться боссом. Когда рядом нет его семьи, спотыкается на ровном месте, но рядом с ними способен на многое. У него есть черепашка по имени Эндзо, принимающая огромные размеры, если намокнет. В качестве оружия использует кнут. Его коробочка — небесный конь Скудерия.

Сэйю: Кэнта Камакари (до 34 серии), Кэнн (с 34 серии).
- Ипин (яп. イーピン И:пин) — пятилетняя девочка-киллер из Гонконга. Очень плохо говорит по-японски. Внешне пятилетняя Ипин похожа на мальчика. Она часто бьёт Ламбо, так как они обычно играют вместе. Безумно влюблена в Хибари, так как он напоминает ей учителя, аркобалено Фэна. При встрече с Кёей у неё активируется одна из атак — «Пиндзу-бомба». Великолепна в боевых искусствах. Её основной стиль связан с использованием чесночных паров, появляющихся после поедания цзяоцзы. Часто случайно попадает под действие десятилетней базуки Ламбо. Пятнадцатилетняя Ипин прекрасно владеет языком, учится в колледже, работает в китайском ресторане, занимается доставкой рамэна и является одним из самых многообещающих киллеров — № 3 из 52 262 человек в рейтинге Футы.

Сэйю: Цзян Лимэй.
- Бьянки (яп. ビアンキ Бианки) — старшая сводная сестра Гокудэры. В мире мафии известна как «ядовитый скорпион Бьянки». На левом предплечье татуировка в виде скорпиона. Специализируется на отравленной кулинарии. Влюблена в Реборна и поначалу хочет из-за этого убить Цуну. Уверена, что любовь сильнее всего.

Сэйю: Риэ Танака.

## Аркобалено
Аркобалено (итал. arcobaleno — «радуга») — семёрка сильнейших детей, каждый из которых носит пустышку одного из цветов радуги. Пустышки начинают светиться, если рядом оказывается другой из аркобалено. Когда-то с ними был проведен особый ритуал, превративший взрослых людей в пятилетних детишек. Они пожертвовали собой, чтобы защитить мощное оружие «7³» (Три-ни-сэттэ). Каждый из них получил своё собственное «проклятие» и способности, а также способен излучать всем телом «Пламя Посмертной Воли».
- Реборн (яп. リボーン Рибо:н) — профессиональный киллер семьи Вонгола, владелец жёлтой пустышки солнца. Как самое доверенное лицо Девятого Вонголы, Реборн стал репетитором Цуны, чтобы воспитать из него будущего босса мафии. Но официально он не входит в семью Вонгола, поэтому не может вмешиваться в большинство поединков Цуны,[19] пока его не атакуют напрямую. Его напарником является хамелеон Леон (яп. レオン Рэон), обычно сидящий на федоре Реборна. Реборн часто стреляет в Цуну специальными пулями, создаваемые внутри Леона, пробуждая его способности. Когда ученик Реборна достигает определенных успехов, то хвост Леона отпадает, хамелеон больше не может делать пули, но после создания специального предмета для ученика, Леон опять становится нормальным. Вне зависимости от происходящего, Реборн сохраняет лицо и справляется со всем, что происходит. Часто он произносит словечко «Чаоссу» («Ciaossu»), сочетание итальянского «чао» и японского «оссу», являющихся обычными мужскими приветствиями. Позже в манге выясняется, что на самом деле он неправильно выговаривает в своей детской форме слово «хаос» («chaos»). В войне Аркобалено выбрал своим представителями Цуну и Дино, но участвовал там только в целях тренировки Цуны.

Сэйю: Neeko (аркобалено), Кэн Нарита (взрослый).
- Колонелло (яп. コロネロ Коронэро) — аркобалено в военной форме, владелец голубой пустышки дождя. Не был членом изначальной семерки аркобалено, он получил голубую пустышку, когда попытался занять место Лар Милч в день, когда они все стали детьми. Он отвечает за тренировочные поля мафии и является бывшим членом COMSUBIN, итальянского отряда боевых пловцов. Его животным является сокол Фалко, при помощи которого он может передвигаться по воздуху. Превосходно владеет навыками обращения со снайперским и тяжелым вооружением. Соперничает с Реборном во всем, но несмотря на это очень на него похож.

Сэйю: Дайсукэ Накамура.
- Фэн (кит. 風) — учитель Ипин, владелец красной пустышки урагана. Знаток восточных единоборств, считается, что он знает минимум 104 из них, мастер маскировки. Хозяин лавки, где продают булочки с мясом. Взрослым внешне сильно напоминает Хибари, но в отличие от него вежлив, миролюбив и добр к окружающим. Он показан одним из самых мудрых и сильнейших аркобалено и похоже, что он всегда знает, что происходит вокруг. Его питомец — обезьянка по имени Ричи.

Сэйю: Такаси Кондо.
- Верде (яп. ヴェルデ Вэрудэ) — гениальный ученый, владелец зелёной пустышки грозы и создатель «коробочек». Интересуется только своими исследованиями. Остальных аркобалено друзьями не считает и даже использует их в своих экспериментах. Его питомец — аллигатор Кайман.

Сэйю: Масахиро Коно.
- Череп (яп. スカル Скару, от англ. Skull) — аркобалено с фиолетовой пустышкой облака. Глава военных сил семьи Калкасса. Носит кожу и мотоциклетный шлем. До того как стал аркобалено, был каскадёром. Обращается к Реборну и Колонелло как к сэмпаям, а они, особенно Реборн, издеваются и помыкают им. Его питомцем является огромный бронированный осьминог Оодако.

Сэйю: Тэцуя Янагихара.
- Вайпер (яп. バイパー Байпа:) — аркобалено с синей пустышкой тумана. Пол неизвестен. Иллюзионист, член Варии под именем Маммон (яп. マーモン Ма:мон). Лучшие из чародеев среди аркобалено, Вайпер может создавать иллюзии и находить людей. У них есть животное: чёрная лягушка Фантазма, обычно сидящая на макушке, которая может обернуться в жёлтую саламандру и свернуться в нимб над головой, позволяя Вайпер летать. Они утверждали, что пытались разбить проклятье аркобалено и смогли скрыть силы своей пустышки так, что другие не могут ее обнаружить.

Сэйю: Руми Сисидо.
- Луче (яп. ルーチェ Ру:тэ) — аркобалено неба с оранжевой пустышкой. Её питомец — белка. Именно Луче внесла гармонию в отношения аркобалено, которые, будучи абсолютно разными и почти незнакомыми людьми, относились друг к другу с неприязнью. Луче была главой семьи Джинглио Неро. Этот титул, а также пустышка, после её смерти были переданы её дочери Арии, а затем внучке — Юни.

- Лар Милч (яп. ラル・ミルチ Рару Мирути) — «незавершённая» аркобалено, владелец поврежденной пустышки. Считает себя одним из слабейших аркобалено. Причиной этого служит то, что её проклятье не было завершено из-за вмешательства Колонелло, её бывшего подчиненного в COMSUBIN. Её неполная трансформация затуманила её пустышку и заставила изначально энергию дождя в ней измениться и стать туманом и облаком, а также оставила шрамы у неё на лице. Если она не использует свои силы аркобалено, то проклятье с неё спадает и она может опять становиться взрослой. Она является частью CEDEF Вонголы.[20]

Сэйю: Масами Судзуки.
- Бермуда фон Вихтенштайн — аркобалено с бесцветной пустышкой. Глава судей мира мафии. Судил бои между Вонголой и Симон. Являлся аркобалено ещё во времена Джотто и заключил клятву между Вонголой Примо и Симоном Кодзартом. Снабжает пламенем всех Вендиче и контролирует подводную тюрьму мира мафии «Вендетта». Всегда сидит на плече у самого сильного своего подчиненного — Джаггера, тем самым снабжая его пламенем. Знает тайну происхождения аркобалено.

## Мильфиоре
Семья Мильфиоре (яп. ミルフィオーレファミリー Мируфио:рэ Фамири:) — мафиозная семья, в будущем уничтожившая почти всех представителей семьи Вонгола. Мельфиоре — результат объединения двух отдельных мафиозных семей: молодой Джессо (яп. ジェッソ Дзэссо), возглавляемой Бякураном, и Джильо Нэро (яп. ジッリョネロ Дзиррё Нэро), семьи Юни, имеющей такую же длинную историю, как и Вонгола. Мильфиоре разделены на 2 группы, в каждой из которых по 17 отрядов, носящих имена цветов или растений. Те, кто изначально состояли в семье Джильо Неро, считаются членами «Блэк Спелла» и обычно предпочитают бой лицом к лицу с противником, тогда как бывшие члены семьи Джессо составляют «Уайт Спелл» и предпочитают тактические сражения. Между членами разных «Спеллов» существует противостояние, что приводит к недостатку сотрудничества или даже саботажу действий друг друга. Их организации также принадлежат кольца Марэ, семь колец, схожих с кольцами Вонголы. Их владельцы, за исключением владельца кольца Неба, известны как Шесть Погребальных Венков.
Бякуран Джессо (яп. 白蘭 Бякуран) — прежний босс семьи Джессо и лидер семьи Мильфиоре. Он стремится получить Три-ни-сэттэ, собирая кольца Вонголы, кольца Марэ и пустышки аркобалено вместе, чтобы добиться абсолютной власти. Из-за этого Бякуран нападает на семью Вонголы и их союзников, а также создает радиацию, убивающую аркобалено. Является владельцем кольца Неба Марэ. Его уникальной способностью является возможность делиться опытом и мыслями с самим собой из параллельных миров. Его другие «я» поработили свои миры. Потерпел поражение в будущем от Цунаёси Савады после высвобождения истиной силы колец Вонголы. Появляется также во время арки церемонии наследования, излечивая Такэси Ямамото. В войне аркобалено вместе с Погребальными Венками принимает сторону Юни. Коробочка — белый дракон.
Сэйю: Таканори Ояма.

Юни (яп. ユニ Юни) — молодая девушка, ставшая лидером семьи Джильо Нэро после смерти своей матери Арии. Она внучка Луче, аркобалено Неба и хранительница оранжевой пустышки. Чтобы остановить войну между семьи и защитить семью Джильо Неро, пошла на переговоры с Бякураном и была им одурманена. Позже смогла освободиться от его власти и обратилась к Цуне за защитой. По словам Реборна, Юни — босс аркобалено. Во время финальной битвы в будущем она умирает вместе с Гаммой, воскрешая аркобалено. Позже участвует в войне аркобалено.
Сэйю: Нандзё Ёсино.

«Электрический» Гамма — капитан третьего отряда «Блэк Спелла». Является ложным хранителем кольца Грозы Марэ. Он верно и преданно служил Арии, матери Юни, а после её смерти — Юни. Владеет тремя коробочками: две из них — лисы Грозы, а третья усиливает его животных. Сначала победил Ямамото и Гокудэру, но был сражен взрослым Хибари, а позже оказался повторно побежден Гокудэрой. В десятилетнем будущем погибает вместе с Юни, помогая ей воскресить остальных Аркобалено.
Сэйю: Кадзухико Иноуэ.

«Призрачный рыцарь» Гэнкиси (яп. 幻騎士 Гэнкиси) — иллюзионист и мечник Мильфиоре. Использует четыре меча, поддельное кольцо Тумана Марэ и одно из шести колец ада. Гэнкиси посвятил себя служению Бякурану, спасшему его от неизлечимой болезни. Сфальсифицировав своё поражение в битве со Скуало, он способствовал слиянию семей Джильо Неро и Джессо. Во время вторжения Вонголы на базу Меллоне побеждает Ямамото и сражается с взрослым Хибари до тех пор, пока вместо него не появляется Хибари из прошлого. Выпускает силу кольца ада, давая ей полностью поглотить себя, лишь бы победить Цунаёси Саваду, но проигрывает и сбегает с поля боя. Позже появляется в битве с Шестью Погребальными Венками как подчиненный Торикабуто под именем Сару, где терпит поражение от Ямамото и оказывается убит Кикё по приказу Бякурана.
Сэйю: Дайсукэ Хосоми.

Гло Ксиния (яп. グロ・キシニア Гуро Кисиниа) — капитан 8-го отряда глицинии «Вайт Спелла» и хранитель фальшивого кольца Дождя Марэ. Очень предан Бякурану, который отзывается о нём, как о грубом, но сильном человеке. Проявляет черты садиста. Животные: осьминог и сова Дождя, тело которой захватил Мукуро. В качестве оружия использует короткую плеть.
Сэйю: Ёсихиса Кавахара.

Расиэль или просто Сиэль (яп. ジル Дзиру) — старший брат-близнец Бельфегора и хранитель фальшивого кольца Урагана Марэ. Он и Бел с самого детства соревновались во всем и дрались между собой, но Сиэль всегда был сильнее. Расиэль отвечает за защиту Мильфиоре в Италии. Расиэль может вызывать летучих мышей из своей коробочки, испускающих вместо ультразвука — невидимое пламя Урагана. Во многом похож на своего брата за исключением того, что Сиэль заявляет, что он — король, а не принц. Его постоянно сопровождает бывший дворецкий его семьи Олгерт.
Сэйю: Рюдзи Камияма.

Джинджер Бред (яп. ジンジャー・ブレッド Дзиндзя: Бурэддо, от англ. Ginger Bread - «пряник», «пряничный человечек»), так же называемый «куклой мага» — заместитель капитана восьмого отряда «Вайт Спелла» Гло Ксинии. На деле Джинджер Бред — всего лишь кукла, изобретение одного из Вендиче, созданное, чтобы уничтожить семьи изнутри.
Сэйю: Юмико Кобаяси.

### Шесть Погребальных Венков
Настоящие шесть погребальных венков (яп. 真6弔花 Ма 6 Тё: Хана) — шесть сильнейших подчинённых Бякурана, владельцы колец Марэ, которые, как говорят, равны по силе кольцам Вонголы и являются частью политики Три-ни-сэттэ. Изначально считалось, что ими являются Сёити Ириэ, Гамма, Гэнкиси, Гло Ксиния и Расиэль, но на деле у них были фальшивые кольца. Настоящими же являются:
- Дзакуро (яп. ザクロ) — грубоватый хранитель кольца Урагана, с помощью коробочки частично превращается в тираннозавра. В прошлом уничтоживший свои родные края, чтобы показать Бякурану свою верность. Способен к регенерации, а так же испускает невидимое пламя урагана, которое уничтожает всё, чего коснётся.

Сэйю: Гомото Наоя
- Кикё (яп. 桔梗) — хранитель кольца Облака и лидер настоящих Венков, с помощью коробочки может частично превращаться в спинозавра. Имеет хорошие отношения со всеми Венками. По своим же словам, он самый сильный из них.

Сэйю: Кадзуки Като
- Дейзи (яп. デイジー Дэйдзи:) (от англ. daisy — «маргаритка») — бессмертный хранитель кольца Солнца со шрамами на лице, с помощью коробочки может частично превращаться в ящерицу. Как и все ящерицы, способен регенерировать, причем не только хвост, но и другие конечности.
- Блюбелл (яп. ブルーベル Буру:бэру) (от англ. bluebell — «колокольчик») — девочка, хранитель кольца Дождя, способна превращать своё тело в воду, а с помощью коробочки может частично превращаться в ихтиозавра.
- Торикабуто (яп. トリカブト) — хранитель кольца Тумана, способный использовать пламя разных элементов и иллюзии в бою, с помощью коробочки может частично превращаться в бабочку. Носит страшную маску на лице и использует тело монаха.
- Гост (яп. ゴースト Го:суто) (от англ. ghost — «призрак») — хранитель кольца Грозы, на самом деле является двойником Бякурана из параллельного мира, способен использовать пламя любого типа и поглощать все пламя, оказывающееся рядом с ним.

## Симон
Симон — мафиозная семья, впервые появляющаяся накануне «Церемонии наследования титула 10-го Вонголы». Это 7 молодых людей, которых перевели в среднюю школу Намимори после недавнего землетрясения в Японии. Изначально казалось, что это одна из самых слабых семей, но у них был секрет — кольца Симон. В отличие от колец Вонголы, чьи 7 колец имели связь с небом, кольца Симон обладали связью с землёй и превосходили кольца Вонголы по силе. Чуть не устроили переворот в мире мафии из-за провокации Даемона Спейда, который заставил их поверить в предательство первого поколения семьи со стороны Вонголы. Однако устроенное Вендиче испытание между хранителями колец, на котором были показаны воспоминания о прошлом Вонголы и Симон, прояснило ситуацию и они вновь встали на сторону Вонголы. Основателем семьи был Симон Кодзарт, лучший друг 1-го Вонголы.
- Энма Кодзато (яп. 古里 炎真 Кодзато Энма) — печальный на вид юноша, вечно обклеенный пластырями и в ушибах. По словам Цуны, он ещё более жалкий, чем он. Именно эта черта и сочувствие сделало их лучшими друзьями. В детстве его семья была убита Даемоном Спейдом, замаскированным под отца Цуны, за что он долго в глубине души ненавидел и отца Цуны, и его самого. Но после того, как Цуна спас его от вышедших из-под контроля способностей его Кольца Земли, которое позволяло ему управлять гравитацией и создавать чёрные дыры, он забыл о вражде. Совместными усилиями они одолели Спейда и заключили мир между семьями. Во время сражения аркобалено Энма представлял в одиночку Черепа, однако после того, как его чуть не убили члены Варии на стороне Маммон, к нему присоединились остальные члены Симон.
- Адельхейд Судзуки (яп. 鈴木 アーデルハイト Судзуки А:дорухайто) — строгая девушка с не по возрасту большой грудью. После поступления в школу Намимори, организовала там «Комитет Ликвидации» к большому разочарованию Хибари, который теперь должен делить с ней контроль дисциплины. В семье является вторым лидером по убеждению. Терпит шутки и приставания от другого хранителя кольца Симон, Като Джули. Обладает кольцом Ледника, которое даёт ей силу управлять льдом и создавать свои ледяные копии — Близардройды. Во время соревнования за гордость между Симон и Вонголой была побеждена Хибари Кёей и заточена в тюрьму Виндиче, но освобождена после победы над Д. Спэйдом.
- Коё Аоба (яп. 青葉 紅葉 Аоба Ко:ё:) — новый член клуба по боксу и друг Рёхея Сасагавы. Несмотря на то, что носит очки, которые на самом деле блокируют его сверхчеловеческое зрение, не является интеллектуалом. Всё время соревнуется с Рёхеем. Во время соревнования за гордость между Симон и Вонголой сыграл в ничью в смертельном поединке с Рёхеем и вместе с ним заключён в тюрьму Виндиче, но позднее его освободили. Хранитель Кольца Леса.
- Шитт П. (яп.  Ситтопи:) — просит назвать себя Шиттопи-тян. Странная девушка с весьма необычной манерой одеваться (яркие костюмы с узорами, зимний капюшон и т. д.). Всегда носит с собой непонятную надувную конструкцию из двух прозрачных колец. Ко всему прочему — лысая с прядью волос на лбу. Хаято Гокудэра принял её за НФЖ (Неопознанная Форма Жизни) и решил начать наблюдение за ней. Обладает Кольцом Болота. Во время состязания за гордость Симон и Вонголы побеждена Хаято Гокудэрой в испытании «Лопни шарики».
- Каору Мидзуно (яп. 水野 薫 Мидзуно Каору) — новый член команды по бейсболу и новый друг Ямамото. Выглядит гораздо старше, чем на самом деле. Название пламени кольца Симон неизвестно. Сильно ранил Ямамото, когда тот случайно увидел повязку с надписью об уничтожении Вонголы. Позднее он раскаялся за этот поступок. Пытался одолеть Даемона Спейда, когда тот раскрыл все карты перед Вонголой и Симон на испытании гордости, но чуть не погиб. В дальнейшем в дружественных отношениях с Такэси.
- Раудзи Ояма (яп. 大山 らうじ О:яма Раудзи) — новый «подчинённый» Ламбо Бовино. Хранитель кольца Горы, дающим силу управления камнем. Побеждён 15-летним Ламбо.
- Джули Като (яп. 加藤ジュリー Като: Дзюри:) — хранитель кольца Пустыни, позволяющего создавать иллюзии. Постоянно донимает Адель. Не принимал участия в соревнованиях за гордость Вонголы и Симон, так как его разум долгое время был под контролем Даемона Спейда. Когда он был освобождён, то не помнил, что происходило с ним последние несколько месяцев.

## Прочие персонажи
- Ланчия (яп. ランチア Рантиа) — 25-летний преступник, которого изначально считали настоящим Мукуро Рокудо. Находился под его контролем и был принужден уничтожить всю свою семью. После побега из тюрьмы был частью банды Кокуё, но оказался побежден Цуной. Позже помог семье Цуны и подарил ему кольцо своей семьи. Считается сильнейшим человеком в Северной Италии.[24]

Сэйю: Такэси Маэда
- Лонгчамп Найто (яп. 内藤 ロンシャン Найто: Ронсян) — босс семьи Томасо в восьмом поколении. Он ходит в ту же школу, что и Цуна, но впервые они встретились на втором году обучения, попав в один класс. В отличие от Цуны оптимистичен и несмотря на то, что их семьи являются противниками, постоянно пытается подружиться с Цуной. Его семья создала пулю сожаления (яп. 嘆き弾 Нагэки Дан), которая заставляет свою цель сокрушаться обо всех ужасных событиях в её жизни, тем самым заставляя окружающих жалеть себя.[25]

- Кавахира (яп. 川平 Кавахира) — человек, изначально часто упоминающийся как покупатель рамэна у взрослой Ипин. Он скрывается за маской Шахматноголового (яп. チェッカーフェイス Тэкка:фэису:, от англ. Checker Face), ответственного за навлечение «проклятия радуги» на Реборна и остальных. Он вместе с Юни является последними оставшимися представителями расы, существовавшей задолго до людей и защищающей Землю при помощи Три-Ни-Сэттэ. Обладатель кольца ада.

- Кёко Сасагава (яп. 笹川 京子 Сасагава Кё:ко) — одноклассница Цуны, в которую он безумно влюблен. Милая, наивная и легкомысленная девчонка. Нравится многим парням из своей школы. Младшая сестра Рёхэя. Вначале не принимает всерьез признание Цуны, а мафию считает просто игрой.

Сэйю: Юна Инамура
- Хару Миура (яп. 三浦 ハル Миура Хару) — эксцентричная девушка, ровесница Цуны, но ходит в другую школу. Цуна спас её, когда она чуть не утонула, и с тех пор Хару влюблена в него.

Сэйю: Хитоми Ёсида
- Хана Курокава (яп. 黒川 花 Курокава Хана) — одноклассница Цуны и подруга Кёко. Наблюдательная и вдумчивая. Знает, что Цуна влюблен в Кёко. Сама же влюблена в пятнадцатилетнего Ламбо, но ненавидит детей и не понимает, что пятилетний Ламбо и есть её принц. В будущем стала женой Сасагавы Рёхэя.

Сэйю: Мики Оотани
- Нана Савада (яп. 沢田 奈々 Савада Нана) — мать Цуны. Заботится о сыне и кормит всю толпу, собирающуюся в их доме, не замечая ничего странного в них. Не знает, что её муж и её сын связаны с мафией.

Сэйю: Рика Фуками

## Критика и восприятие
Разнообразная продукция, связанная с персонажами Reborn!, выходила в продажу. Например, одежда, напоминающую наряды персонажей, как перчатки Цуны или шляпа Реборна. Другая продукция включала разнообразные фигурки, мягкие игрушки, брелоки и статуэтки. Персонажи также были представлены в саундтреке серии, где соответствующие актёры озвучки исполнили песни, связанные с их персонажами. Они также были представлены в различных видеоиграх, вышедших на основе серии, большинство из которых являются файтингами, и на коллекционных картах, являющихся частью соответствующей ККИ.
Персонажи Reborn! одинаково критикуются и превозносятся в различных обзорах. Учитывая, что первые семь томов посвящены представлению разнообразных персонажей, фокусируясь на главных героях, автор обзора на comicbookbin.com сравнивает их, говоря, что «Акира Амано составляет каждую главу, как отдельную серию в телесериале с основными героями и несколькими приглашенными звездами в каждой главе.» Он описывает расширяющийся список персонажей как целую очередь эксцентричных личностей, полностью соответствующих основному составу героев, но позже отмечает, что история растягивается в шестом томе, когда некоторым второстепенным персонажам, например, Логчампу Найто, достается слишком много внимания. Всё же, он положительно оценивает безумность диких поступков персонажей, утверждая, что так много их в одном произведении не было со времен «Сайнфелда», и Эрин Финнеган с Pop Culture Shock соглашается, отмечая, что именно персонажам история обязана своим юмором. Майкл Аронсон на сайте Manga Life описывает их, как «самый безумный набор персонажей, собранных вместе в одном сериале», тогда как Бен Лири с Mania.com прямо говорит, что «многие сюжетные линии зависят от милых, почти тиби, персонажей, которые в других произведениях стали бы маскотами.»
Обзоры томов с 1 по 7 говорят о персонажах, описывая комедийные ситуации, в которые они попадают, но тон меняется существенно с восьмого тома. Чарльз Тан с сайта ComicsVillage.com в обзоре восьмого тона отмечает, что дизайн персонажей имеет «простое, каноническое чувство в нём», и они легко могут в одну минуту быть тибиками, а в следующую уже перейти к серьёзному виду. Обзоры и IGN, и mangalife.com девятого тома отмечают значительные изменения в образе главного героя, Девид Расмуссен называет Цуну «более крутым», чем раньше. A.E. Sparrow с IGN отмечает, что персонажи развиваются, а не просто используются для дешевой комедии, но из-за этого читатели могут начать беспокоиться о их будущем.
Из-за отсутствия каких-либо значимых антагонистов или злодеев в первых семи томах, изначально серия описывалась как «серия комедийных эпизодов», где даже предполагаемые киллеры оказываются хорошими парнями. Первые злодеи появляются в серии в восьмом томе. Но, как отмечает рецензия Comic Book Bin, несмотря на «сильнейшую угрозу» перед ними, серия сохраняет свой комедийный настрой, а злодеев характеризует, как «действительно странных противников — „Наруто“ встречается с комедией FOX TV „Замедленное развитие“.» В обзоре девятого тома IGN, A.E. Sparrow описывает новых противников, как «набор суперсильных плохих парней», а Девид Расуссен с Manga Life отмечает, что Мукуро действительно порождение зла.